# Nora Roberts
Nora Roberts, ursprungligen Eleanor Marie Robertson, född 10 oktober 1950 i Silver Spring i Maryland, är en amerikansk författare av fler än 225 kärleksromaner. Hon bor nu i Keedysville, Maryland, USA. Roberts var den första kvinnliga författare som kom med i "Romance Writers' Hall of Fame", 1986. Många av hennes böcker har filmatiserats för TV.

## Pseudonymer
Roberts har skrivit under pseudonymer som Jill March, J.D. Robb och Sarah Hardesty.  Namnet Jill March använde hon på 1980-talet, då hon publicerade berättelsen "Melodies of Love" i en tidning. Som J.D. Robb har Roberts böcker handlat om äventyr hos New York Police and Security Department (NYPSD) med Eve Dallas som huvudperson. Dessa utspelar sig i mitten av 2000-talet. Namnet J.D. Robb kommer från hennes söner Jason och Dan samt Robb som är en förkortning av Roberts. 
Med Sarah Hardesty som författarnamn gavs vissa böcker ut i Storbritannien (i Sverige har 3 böcker utkommit), samtidigt som de i USA gavs ut i Nora Roberts namn.